# 中山信敬
中山 信敬（なかやま のぶたか、明和元年12月11日（1765年1月2日）- 文政3年7月3日（1820年8月11日））は、常陸太田藩・松岡藩の当主。水戸藩附家老・中山家10代。
第5代水戸藩主・徳川宗翰の九男で、第6代藩主・徳川治保の弟である。母は三宅氏。正室は中山政信の娘。子は中山信情（三男）、娘（米津政懿継々室）、娘（中山直有正室）、娘（山口直温室）。官位は従五位下、備前守、備中守。通称は大膳。初名は信徳。
明和8年（1771年）、8歳のときに先代・中山政信の臨終の席でその娘を迎え、婿養子となって中山家の家督を相続した。安永8年（1779年）12月16日、備前守に叙任する。その後、年月不詳ながら、備中守に遷任する。文政2年（1819年）、病気（中風）をきっかけに家督を三男の信情に譲って隠居することを命じられ、藩政をしりぞく。一貫斎と号したが、翌年没した。墓所は埼玉県飯能市の智観寺。
信敬は藩主の子として生まれたため、末子であっても大名家の養子となる資格があったが、2万5千石の陪臣の養子となったことに不満があったと推測される。附家老として藩主の兄を補佐し、藩政を掌握すると中山家の地位を向上させることに尽力した。享和3年（1803年）11月には太田村からかつての松岡に知行替えをした。地位向上運動は藩内にとどまらず、幕府に対しても文化13年（1819年）1月から老中水野忠成に、八朔五節句の江戸城登城について藩主随伴ではなく単独で登城できるように陳情を始めた。この陳情は中山家だけでは実現できそうもなかったため、同じ附家老の尾張成瀬家や紀州安藤家と連携をとって家格向上に努めた。

## 系譜
父母
- 徳川宗翰（実父）
- 三宅氏 - 側室（実母）
- 中山政信（養父）

正室
- 光 - 中山政信の娘

側室
- 柳澤氏

子女
- 中山信情（三男） 生母は柳澤氏
- 米津政懿継々室
- 中山直有正室
- 山口直温室
- 徳丸、現光院（長男）
- 信共、透嶺院（四男）